# Александровка (Чулаковская сельская община)
Александровка (укр. Олександрівка, до 2016 г. — Краснознаменка) — село в Чулаковской сельской общине Скадовского района Херсонской области Украины.
Население по переписи 2001 года составляло 644 человека. Почтовый индекс — 75640. Телефонный код — 5539. Код КОАТУУ — 6522383401.

## Местный совет
75640, Херсонская обл., Голопристанский р-н, с. Александровка